# Stazione di Akabanebashi
La Stazione di Akabanebashi (赤羽橋駅?, Akabanebashi-eki) è una stazione della metropolitana di Tokyo, si trova nel quartiere di Minato. La stazione è servita sia dalla linea Ōedo della Toei metro, ed è a breve distanza Torre di Tokyo e il tempio Zōjō-ji.

## Stazioni adiacenti
| «           | Servizio   | »          |
| Linea Ōedo  | Linea Ōedo | Linea Ōedo |
| ----------- | ---------- | ---------- |
| Azabu-Jūban | -          | Daimon     |